# Šibam
Šibām (arap. شبام) je povijesni glavni grad Kraljevstva Hadramaut. Grad se nalazi u muhafazi Hadramaut u istočnom Jemenu.

## Opis grada
Šibam se nalazi u srednjem dijelu toka Vadi Hadramauta i ima oko 7000 stanovnika. Stari grad se prostire na površini od 400 m × 500 m na uzvišenju stjenovite visoravni i poznat je po svojim do 9 katova visokim stambenim zgradama građenim od sušenih opeka od gline. Mnoge zgrade su visoke do 30 m i stare do 500 godina. Pretpostavlja se da je naselje osnovano u 2. stoljeću, stanovnici Šibama su zbog stalnih provala beduinskih plemena, počeli graditi svoje kuće kao nebodere. Zato Šibam zovu "najstarijim gradom nebodera na svijetu" ili "Manhattanom pustinje", jer je grad s najstarijim planom gradnje zasnovanim na vertikalnoj konstrukciji zgrada.
Unutarnjanja potporna konstrukcija je od drva. Gornji katovi su zaštićeni premazom od vapna protiv (rijetkih) kiša. Zbog posljedica prirodnog raspadanja opeke u razdoblju od deset do petnaest godina gornje katove je potrebno obnavljati. Specijalizirani obrtnici obavljaju obnovu unutar kratkog vremena. Godine 1893. prvi Europljani su stigli u taj grad. Stari dio grada Šibama uvršten je godine 1982. na UNESCO-ov popis mjesta svjetske baštine u Aziji i Oceaniji. 
Stari utvrđeni grad Šibam je pod potencijalnom prijetnjom od oružanog sukoba, što sprječava obnovu i upravljanje problemima koji su već uočeni na mjestu. Zbog čega je 2015. godine upisan na popis ugroženih mjesta svjetske baštine.

## Vanjske poveznice
- fotografije[neaktivna poveznica]
- Geocities, fotografije

Sestrinski projekti
|  | Zajednički poslužitelj ima još gradiva o temi Šibam |